# Фудбалски савез Турске Републике Сјеверног Кипра
Фудбалски савез Турске Републике Сјеверног Кипра (ФСТРСК) или Фудбалски савез Сјеверног Кипра (ФССК) је спортско удружење које руководи фудбалским такмичењима у Сјеверном Кипру. Прву службену уткамицу репрезентација Сјеверног Кипра одиграла је против Турске 1962. са изгубљеним резултатом 0:5. ФИФА још увијек није одобрила ФССК пуноправно чланство.